# IMSA GT v roce 1985
IMSA GT v roce 1985 (International Motor Sports Association Gran Turismo)
- GTP – 1985  Al Holbert
- Lights – 1985  Jim Downing
- GTO – 1985  John Jones
- GTU – 1985  Jack Baldwin

## Závody
| Datum        | Závod                | Kat.               | Vítěz | Vůz                                                          | Výsledky |
| ------------ | -------------------- | ------------------ | --- | ------------------------------------------------------------ | -------- |
| 3. únor      | 24 h Daytona         | GTP Lights GTO GTU | AJ.Foyt / B.Wollek / A.Unser / T.Boutsen K.Marsh / R.Pawley / D.Marsh J.Jones / W.Dallenbach Jr. / D.Bundy A.Johnson / J.Dunham / Y.Terada | Porsche 962 Argo JM16 Mazda Ford Mustang Mazda RX-7          | Výsledky |
| 24. únor     | 3 h Miami            | GTP Lights GTO GTU | A.Holbert / D.Bell J.Downing / J.Maffucci WT.Ribbs J.Baldwin                                                                               | Porsche 962 Argo JM16 Mazda Ford Mustang Mazda RX-7          | Výsledky |
| 23. březen   | 12 h Sebring         | GTP Lights GTO GTU | AJ.Foyt / B.Wollek J.Downing / J.Maffucci J.Jones / W.Dallenbach Jr G.Auberlen / P.Jauker / A.Gang                                         | Porsche 962 Argo JM16 Mazda Ford Mustang Porsche 911         | Výsledky |
| 14. duben    | 500 km Road Atlanta  | GTP Lights GTO GTU | B.Redman / H.Haywood E.Forbes-Robinson / T.Winters J.Jones / W.Dallenbach Jr J.Baldwin                                                     | Jaguar XJR-5 Fabcar-Porsche Ford Mustang Mazda RX-7          | Výsledky |
| 28. duben    | 600 km Riverside     | GTP Lights GTO GTU | P.Halsmer / J.Morton J.Downing / J.Maffucci J.Jones / W.Dallenbach Jr J.Baldwin / J.Kline                                                  | Porsche 962 Argo JM16B-Mazda Ford Mustang Mazda RX-7         | Výsledky |
| 5. květen    | Laguna Seca          | GTP Lights GTO GTU | A.Holbert B.Alsup D.Aase B.Earl | Porsche 962 Royale RP39-Buick Toyota Celica Pontiac Fiero    | Výsledky |
| 19. květen   | 500 km Charlotte     | GTP Lights GTO GTU | A.Holbert / D.Bell J.Downing / J.Maffucci D.Smith B.Earl                                                                                   | Porsche 962 Argo JM16B-Mazda Mazda RX-7 Pontiac Fiero        | Výsledky |
| 27. květen   | 2 h Lime Rock        | GTP Lights GTO GTU | D.Olson P.Greenfield / M.Greenfield D.Brassfield C.Cord                                                                                    | Porsche 962 Tiga GT285-Mazda Ford Thunderbird Toyota Celica  | Výsledky |
| 9. červen    | 500 km Mid-Ohio      | GTP Lights GTO GTU | A.Holbert / D.Bell J.Kline / J.Baldwin J.Jones / W.Dallenbach Jr C.Young                                                                   | Porsche 962 Alba AR4-Mazda Ford Mustang Pontiac Fiero        | Výsledky |
| 7. červenec  | 3 h Watkins Glen     | GTP Lights GTO GTU | A.Holbert / D.Bell .Morgan / B.Alsup P.Brassfield / K.Ludwig B.Earl                                                                        | Porsche 962 Royale RP39-Buick Ford Thunderbird Pontiac Fiero | Výsledky |
| 28. červenec | 300 km Portland      | GTP Lights GTO GTU | A.Holbert J.Downing D.Brassfield B.Earl | Porsche 962 Argo JM16B-Mazda Ford Thunderbird Pontiac Fiero  | Výsledky |
| 4. srpen     | 300 km Sears Point   | GTP Lights GTO GTU | B.Wollek J.Kline D.Brassfield Jr B.Earl | Porsche 962 Alba AR4-Mazda Ford Thunderbird Pontiac Fiero    | Výsledky |
| 25. srpen    | 500 mil Road America | GTP Lights GTO GTU | D.Olson / B.Rahal K.Marsh / R.Pawley / D.Marsh J.Jones / L.St. James J.Baldwin / J.Kline                                                   | Porsche 962 Argo JM16-Mazda Ford Mustang Mazda RX-7          | Výsledky |
| 8. září      | 500 km Pocono        | GTP Lights GTO GTU | A.Holbert / D.Bell S.Schubot / D.Vitolo D.Brassfield / Sc.Pruett C.Cord / D.Aase                                                           | Porsche 962 Tiga GT285-Mazda Ford Thunderbird Toyota Celica  | Výsledky |
| 29. září     | 500 km Watkins Glen  | GTP Lights GTO GTU | A.Holbert / D.Bell J.Downing / J.Maffucci L.St. James J.Baldwin                                                                            | Porsche 962 Argo JM16B-Mazda Ford Mustang Mazda RX-7         | Výsledky |
| 6. října     | 500 km Columbus      | GTP Lights GTO GTU | D.Olson / P.Cobb J.Downing / J.Maffucci S.Millen B.Earl                                                                                    | Porsche 962 Argo JM16B-Mazda Pontiac Firebird Pontiac Fiero  | Výsledky |
| 1. prosinec  | 3 h Daytona          | GTP Lights GTO GTU | A.Holbert / A.Unser Jr J.Downing / J.Maffucci J.Jones / L.St. James C.Cord                                                                 | Porsche 962 Argo JM16 Mazda Ford Mustang Toyota Celica       | Výsledky |

### Kategorie GTP
Jezdci
1. Al Holbert Porsche 962 218
2. Derek Bell Porsche 962 154
3. Hurley Haywood Jaguar XJR-5 149
4. Pete Halsmer Porsche 962 138
5. Chip Robinson Jaguar XJR-5 137
6. Drake Olson Porsche 962 117
7. Brian Redman Jaguar XJR-5 112
8. Bob Wollek Porsche 962 105
9. Bob Tullius Jaguar XJR-7 100
10. Jim Busby Porsche 962 98
11. John Morton Porsche 962 96
12. Rick Knoop Porsche 962 91
13. Doc Bundy Ford Mustang Probe 48
14. Klaus Ludwig Ford Mustang Probe 48
15. David Hobbs Porsche 962 46

Vozy
1. Porsche 332
2. Jaguar 179
3. March 86
4. Ford 50
5. Alba 38
6. Nissan 9
7. Lola 9
8. Hawk 9
9. Nimrod 7
10. Argo 6
11. Royale 5
12. Corvette GTP 5
13. Momo 4

### Kategorie Lights
Jezdci
1. Jim Downing Argo JM16 265
2. John Maffucci Argo JM16 212
3. Kelly Marsh Argo JM16 165
4. Jeff Kline Alba AR4 Mazda 115
5. Bill Alsup Royale RP39 Buick 106
6. Charles Morgan Royale RP39 Buick 86
7. Don Marsh Argo JM16 81
8. Ron Nelson Tiga GT285 Mazda 61
9. Jack Baldwin Alba AR4 Mazda 53
10. Howard Siegel Tiga GT285 Mazda 43
11. Ron Pawley Argo JM16 37
12. Nick Nicholson Tiga Mazda 33
13. Peter Welter Tiga Mazda 33
14. Bob Herlin Tiga / GT285 31
15. Peter Greenfield Tiga GT285 Mazda 30

Vozy
1. Mazda 325
2. Buick 133
3. Polimotor 48
4. Porsche 42
5. Ferrari 6
6. Cosworth 1

### Kategorie GTO
Jezdci
1. John Jones / CDN Ford Mustang / 216 .
2. Darin Brassfield / USA Ford Thunderbird 115
3. Wally Dallenbach, Jr. / USA Ford Mustang 110
4. Danny Smith / USA Mazda RX-7 109 .
5. Lyn St. James / USA Ford Mustang / 104
6. Roger Mandeville / USA Mazda RX-7 81 .
7. Bruce Jenner / USA Ford Mustang / Thunderbird 69 .
8. Andy Petery / USA Pontiac Firebird 64 .
9. Billy Scyphers / USA Chevrolet Corvette / Camaro 56 .
10. Craig Carter / USA Chevrolet Camaro 52

Vozy
1. Ford 302
2. Pontiac 147
3. Chevrolet 145
4. Mazda 130
5. Porsche 107
6. Toyota 39
7. BMW 16
8. Ferrari 14
9. Buick 5
10. Mercury 2

### Kategorie GTU
Jezdci
1. Jack Baldwin / USA Mazda RX-7 221
2. Chris Cord / USA Toyota Celica 175
3. Amos Johnson / USA Mazda RX-7 148
4. Bob Earl / USA Pontiac Fiero 130
5. Al Bacon / USA Mazda RX-7 87
6. Scott Pruett / USA Mazda RX-7 72
7. Jack Dunham / USA Mazda RX-7 62
8. Bart Kendall / USA Mazda RX-7 48
9. Dennis Aase / USA Toyota Celica 47
10. Jeff Kline / USA Mazda RX-7 40
11. Terry Visger / USA Pontiac Fiero 40
12. Tom Kendall / USA Mazda RX-7 37
13. Gary Auberlen / USA Porsche 911 31
14. Paul Lewis / USA Mazda RX-7 31

Vozy
1. Mazda 274
2. Toyota 180
3. Pontiac 168
4. Porsche 113
5. Nissan 58
6. Merkur 18
7. Ferrari 6
8. BMW 4